# Ставрида

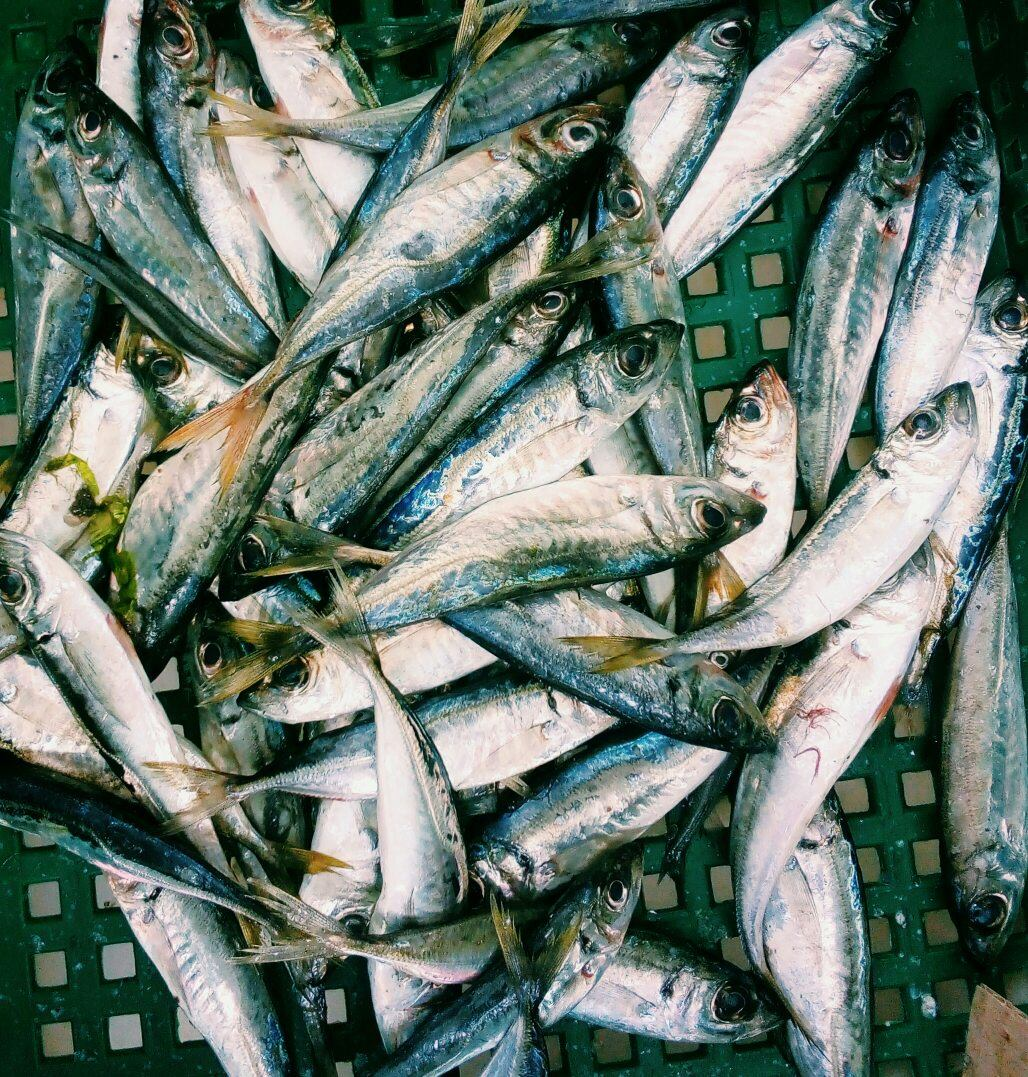
Ставрида, выловленная в Чёрном море

Ставри́да — коммерческое название некоторых промысловых видов рыб из нескольких родов семейства ставридовых (Carangidae).
В первую очередь это представители рода ставриды (Trachurus) и отдельные виды из родов Каранксы (Caranx), Selar, Желтополосый селар (Selaroides), добыча которых ведётся в промышленных масштабах. Во всём мире эти рыбы употребляются в пищу, служат для приготовления различных снеков, закусок и консервов.
Реализуют ставриду в свежем и мороженом виде. Используют для приготовления высококачественных консервов (в масле и томатном соусе). Часть улова коптят горячим способом или же солят и коптят холодным способом.
У ставриды нежное вкусное мясо без мелких костей, которое является богатым источником витаминов В1, В2, В6, В9, А, С, Е, РР. Она также содержит жирную кислоту Омега-3, которая диетически важна для здорового сердца. Мясо ставриды содержит до 20 % белков, в среднем от 2 до 5 % жира (летом и осенью некоторые особи ставриды содержит до 15 % жира), а также многие микроэлементы: кальций, магний, натрий, калий, фосфор, хлор, серу, железо, цинк, йод, медь, марганец, хром, фтор, молибден, кобальт, никель.